# Juan Borja Mata

Escudo de armas del Ducado de Gandía de los Borja o Borgia

Juan Borja Mata (Quito, septiembre de 1868 - Viña del Mar, 10 de agosto de 1954) fue un jurisconsulto, político y revolucionario liberal ecuatoriano, con participación en las provincias de El Oro y el Guayas, de la República del Ecuador.

## Biografía
Nació en la ciudad de Quito y fue bautizado el 15 de septiembre de 1868.
Era el hijo primogénito del jurisconsulto, literato, maestro y político liberal Luis Felipe Borja Pérez (padre); y, de María Mercedes Mata y Viteri. Naturales de Quito y Guayaquil, respectivamente.
Uno de sus muchos hermanos de padre lo fue el poeta modernista Arturo Borja Pérez. Por su padre, era descendiente directo de Juan de Borja y Enríquez de Luna, III duque de Gandía y Juana de Aragón y Gurrea; el primero, nieto del papa Alejandro VI (Rodrigo de Borja); la segunda, nieta del rey Fernando II de Aragón, descendiente de los reyes de Navarra y la corona de Aragón. Por su madre, sobrino del Gral. Antonio José Mata y Viteri, natural de Esmeraldas; edecán de su primo el presidente Gral. José María Urbina Viteri; jefe político de Latacunga en 1856; oficial mayor «subsecretario» del Ministerio de Guerra y Marina, ministro de lo Interior y Relaciones Exteriores, entre los años 1856 y 1858; ministro de Guerra desde 1876 a 1878; y, senador en 1880.

## Trayectoria
En el año de 1893, se graduó de abogado y doctor en jurisprudencia en la Universidad Central del Ecuador, de la que su padre fue rector.
El 1 de mayo de 1895 se unió a la sublevación que encabezó, el hasta ese entonces coronel, Manuel Serrano Renda, en la ciudad ecuatoriana de El Guabo, cuya motivación fue la protesta nacional que se había producido desde mediados de 1894, siendo aún Luis Cordero Crespo presidente del Ecuador, por el escándalo causado en lo que se dio en llamar, en dicha época, como la «venta de la bandera» nacional, la cual ondeó en el crucero chileno "Esmeraldas", a fin de que ésta nave de guerra logrará ser cedida al Japón, ya que Chile había promulgado su neutralidad en la primera guerra Chino-Japonesa.
Junto a Serrano Renda y otros, aportó recursos, organizó y dirigió a los peones de la región; e, intervino, en la noche del 1º al 2 de mayo de 1885, en la formación del batallón Alfaro, creado para efectos de la sublevación. Participando, además, en el plebiscito que en el Guabo desconoció al gobierno central y en la toma que las fuerzas rebeldes revolucionarias alfaristas, bajo las órdenes del sublevado coronel Serrano, hicieron inicialmente de las ciudades de Pasaje y Santa Rosa.
El 9 de mayo de 1985, junto con Elías Puyano, Federico Irigoyen y otros, actuó, en las Pampas de Pilo (zona la que en la actualidad se encuentran el aeropuerto y el barrio Venezuela de la ciudad de Machala), como montonero en la columna Alanjuela, del batallón Alfaro, en la acción bélica denominada Batalla de las Carretas, Batalla de la Carreta de las Pampas de Puerto Pilo o de Machala, sostenida entre las fuerzas del gobierno interino de Vicente Lucio Salazar y las fuerzas revolucionarias liberales alfaristas, bajo el mando del militar orense Manuel Serrano Renda, logrando incautar la carreta en que las fuerzas leales a Vicente Lucio Salazar trasladaban un cañón Krupp, una ametralladora Manlincher, varios fusiles Winchester y más pertrechos para favorecer a las tropas gobiernistas apostadas en la ciudad de Machala, capaces de ocasionar con ellas, en dicho momento, grave daño a las sublevadas fuerzas revolucionarias alfaristas que precisaban tomarse esta ciudad para así poder consolidar su dominio en la Provincia de El Oro y asegurar su sublevación, la misma que posibilitó el que posteriormente se produjera el definitivo triunfo de la Revolución liberal de Ecuador, en Guayaquil, el 5 de junio de 1895, la cual llevó a su líder general Eloy Alfaro Delgado a alcanzar la presidencia del Ecuador y se constituyera un Estado liberal ecuatoriano que modificó radicalmente la institucionalidad del país.
El 9 de octubre de 1906, en calidad de asambleísta en representación de la Provincia de El Oro, intervino en la Convención o Asamblea Nacional Constituyente que se reunió en Quito, en la que fue elegido presidente interino el general Eloy Alfaro Delgado (segunda presidencia), siendo el suyo el único voto en contra de su elección.
El 13 de diciembre de 1906, participó en los debates políticos que se desarrollaron en torno al Concertaje, institución que permanecía vigente, en Ecuador, desde la época colonial española, por la cual al indígena concierto se lo obligaba a ejecutar labores agrícolas de forma vitalicia y hereditaria, sin recibir por ello salario o, si lo recibía, era paupérrimo. El Concertaje, fue erradicado, muchas décadas después.
En calidad de asambleísta fue uno de los que suscribió la Constitución Política de la República del Ecuador.
El 28 de diciembre de 1911, participó del efímero gobierno presidido por el general Pedro Jacinto Montero Maridueña, por el cual éste se proclamó Jefe Supremo de Guayaquil.
En el mismo fue nombrado como Ministro de Hacienda y Crédito Público.
Tras el fracaso de dicho levantamiento, que desembocó en el posterior apresamiento y asesinato de su líder en Guayaquil, se vio precisado a tener que abandonar el país, consiguiendo llegar, en barco, al puerto chileno de Valparaíso. En Chile fue recibido por el cónsul de Ecuador, en aquel entonces, Luis Antonio Uquillas Albuja,[cita requerida] quien lo hospedó inicialmente en su casa de Cerro Castillo en Viña del Mar.
Residió en Chile hasta su muerte, en Viña del Mar, el 10 de agosto de 1954.

## Legado
Es considerado en el bloque histórico de la revolución liberal ecuatoriana como uno de sus personajes destacados, dentro del grupo denominado de «Los Caciques Costeños», integrado por un grupo de propietarios de haciendas y de líderes sociales montubios, que aportaron recursos, organizaron y dirigieron a las sublevadas fuerzas revolucionaras liberales, de la región litoral, para la lucha.

## Matrimonios y descendencia
En 1893, en Quito, contrajo primer matrimonio con la ecuatoriana Victoria Ramírez Coello; de cuya unión nacieron Juan Luis Voltaire Borja Ramírez (sin descendencia) y Milton Francisco Borja Ramírez (con descendencia), ambos ecuatorianos.
Tuvo también un hijo con Rosa Bañados Hermosilla, de nacionalidad chilena -hija de Benjamín Bañados Morris y Ana Luisa Hermosilla-, llamado Brumario Sergio Borja Bañados (con descendencia), chileno.
En 1933, en Viña del Mar, contrajo segundas nupcias con la abogada chilena Zoila Morales Cañas, en cuya compañía vivió sus últimas dos décadas, en una casa ubicada en calle Baquedano del barrio de Recreo en Viña del Mar. Ambos vieron frustrarse el deseo de dejar descendencia, con la muerte prematura de una hija a las pocas semanas de haber nacido.